# Kungshusby
Kungshusby (namnet sammanskrivet) är en by i södra delen av Torstuna socken i före detta Torstuna härad, norra delen av Enköpings kommun, Uppland.
Byn omtalas första gången i ett dokument, troligen från 1331 ('in Husaby') då Torstuna kyrka ägde en gård i byn. Under 1500-talet omfattade byn ett mantal kyrkojord (tillhörigt Torstuna kyrka, samma som på 1300-talet), 2 mantal frälse och 2 mantal (1552 3 mantal) kronojord. 1547 förekommer första gången namnet Konungz Huseby.
Byn består av enfamiljshus samt bondgårdar och är belägen vid länsväg C 810. Den ligger cirka 1,5 kilometer väster om Torstuna kyrka.